# Euthystiroides dalianensis
Euthystiroides dalianensis är en insektsart som beskrevs av Zhang, Fengling och Yiping Zheng 1995. Euthystiroides dalianensis ingår i släktet Euthystiroides och familjen gräshoppor. Inga underarter finns listade i Catalogue of Life.